# قلعه آبشوره
قلعه آبشوره مربوط به دوره اشکانیان است و در شهرستان پل‌دختر، بخش معمولان، روستای چمشک واقع شده و این اثر در تاریخ ۲۳ شهریور ۱۳۸۲ با شمارهٔ ثبت ۹۹۹۴ به‌عنوان یکی از آثار ملی ایران به ثبت رسیده است.